# Chiesa di Santa Maria (Cefalù)
La chiesa di Santa Maria è un edificio religioso di Cefalù.

## Descrizione
La chiesa, che si trova in via Umberto I, fu costruita nel 1686, per volere di Monsignor Pietro Cimino, decano della cattedrale e membro del Tribunale dell'Inquisizione.
Là dove sorge ora la chiesa, un tempo vi era una cappella dedicata a san Vito. È una chiesa ad unica navata, con tetto in legno a capriate. La facciata è ad intonaco liscio, decorata in modo molto semplice. Internamente sussiste un ciclo di affreschi del XVII secolo.